# Campeonato Brasileiro
De Campeonato Brasileiro (Braziliaans Kampioenschap), ook wel Brasileirão, is verzamelnaam voor de vier nationale Braziliaanse voetbalcompetities. De winnaar van de hoogste divisie is de landskampioen. Naast dit nationale kampioenschap, dat in totaal vier divisies telt, heeft Brazilië nog regionale competities in elk van de 27 deelstaten.
De nationale competitie bestaat uit vier divisies:
- Série A (Hoogste divisie)
- Série B (Tweede divisie)
- Série C (Derde divisie)
- Série D (Vierde divisie)